# Retable de saint François et six de ses miracles
Le Retable de saint François et six de ses miracles  (en italien Dossale di San Francesco e sei miracoli ) est une peinture  en  tempera et or sur bois réalisée par Giunta Pisano vers 1255 et conservée au Musée national San Matteo à Pise.

## Histoire
Le retable est peint quelques années après la canonisation de saint François d'Assise (1228).
Après une logue période d'attribution à Cimabue (Vasari), les études de 1985 et de 2006 confirment définitivement que l'auteur est Giunta Pisano.

## Description
Le panneau central à pinacle représente saint François entouré de deux anges.
Ses six miracles posthumes sont exposés de part et d'autre :
- Guérison de l'enfant au cou tordu
- Jeune déformé de chaque côté
- Guérison miraculeuse de la femme atteinte d'une fistule de poitrine
- Guérison de l'estropié
- Guérison du boiteux
- Guérison des possédés

## Style
La composition du retable (saint François en figure du Pantocrator, la capuche levée derrière la tête, entouré de deux anges, encadré par six épisodes de sa vie racontés de part et d'autre en colonne de trois, le haut du tableau en pinacle), est à rapprocher de tableaux de même facture (bien que les épisodes rapportés ne soient pas toujours les mêmes)  chez Bonaventura Berlinghieri (Saint François et six scènes de sa vie à Pescia de 1235, et de la version, de son probable atelier, à la basilique Santa Croce de Florence).